# Flugplatz Hölleberg

i7
i11
i13
Der Flugplatz Hölleberg (ICAO-Code: EDVL) ist ein Sonderlandeplatz in Nordhessen. Er liegt etwa fünf Kilometer südwestlich der Stadt Bad Karlshafen. Betrieben wird der Platz durch den Luftsportverein Hölleberg. Der Flugplatz ist zugelassen für Segelflugzeuge, Ultraleichtflugzeuge, Motorsegler und Motorflugzeuge mit einem MTOW von bis zu zwei Tonnen sowie Helikopter bis zu einem MTOW von 5,7 Tonnen.